# Chańcza (Święty Krzyż)
Chańcza is een plaats in het Poolse district  Kielecki, woiwodschap Święty Krzyż. De plaats maakt deel uit van de gemeente Raków en telt 441 inwoners.